# 文天祥
文天祥（1236年6月6日—1283年1月9日），初名雲孫，字天祥，號浮休道人。選中貢士後，改以天祥為名，字履善。寶祐年間為狀元，賜表字宋瑞，後因住過文山，而號文山，吉州廬陵富川（今江西吉安縣）人。南宋末期政治家、詩人、抗元人物和民族英雄。最後被封為信國公，故又稱文少保。
宋亡後，文天祥于五坡岭兵敗被俘，寧死不願降，被元軍俘至大都（今北京），忽必烈親往勸降，文天祥不屈，至元十九年十二月初九（1283年1月），在柴市從容就義。與陸秀夫、張世傑並稱“宋末三傑”，又與謝枋得、袁繼咸並稱“江右三山”。明景泰七年，追諡忠烈。著有《文山詩集》《指南錄》《指南後錄》《正氣歌》《過零丁洋》等。

## 生平

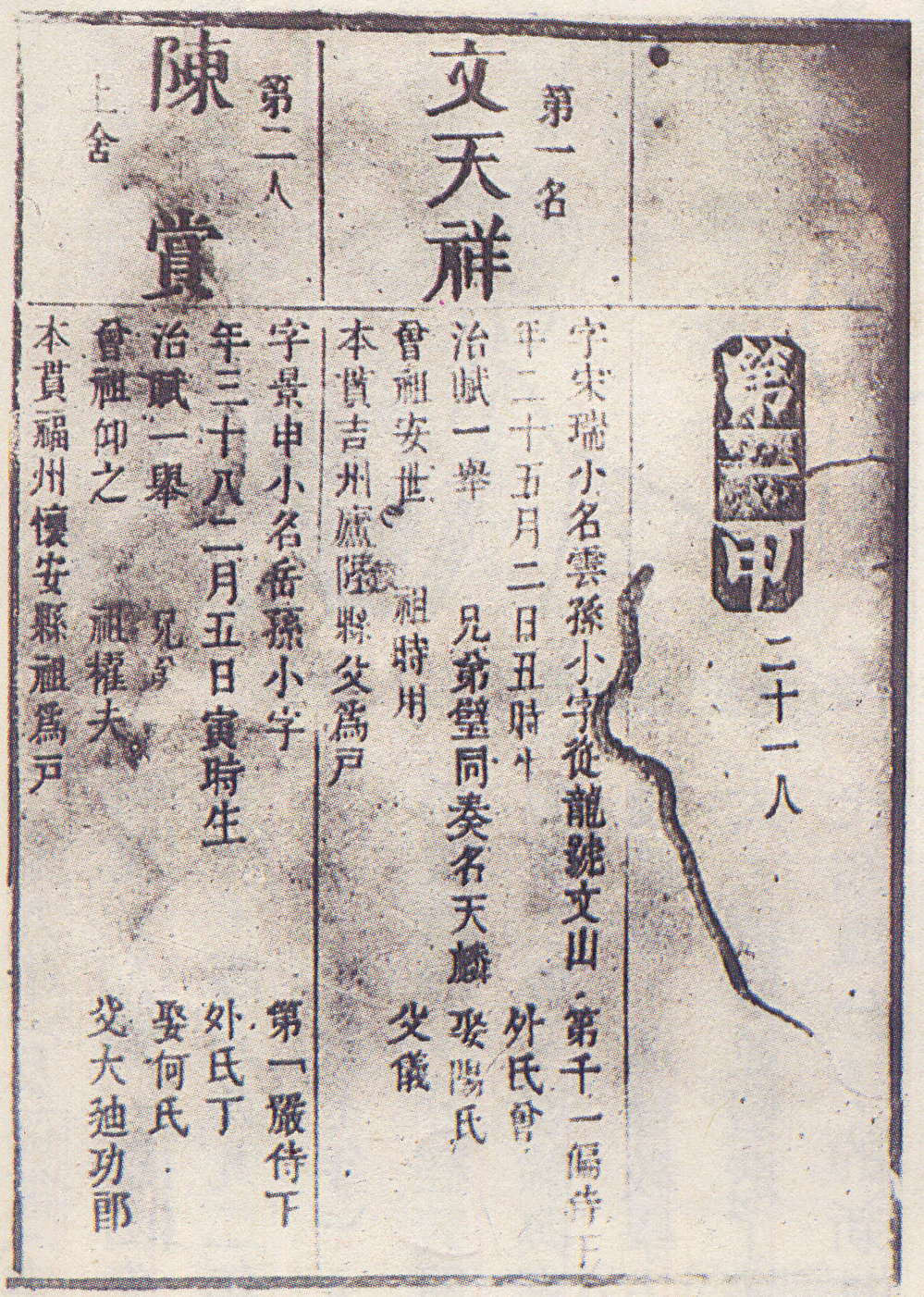
文天祥狀元及第榜（清朝翻刻版）

文天祥生於宋理宗端平。出生時，其父夢見一嬰兒腳踏紫雲飄然而過，出生時就將孩子命名為雲孫，取字天祥。後以字行，更字履善。廷試時宋理宗見其名說：“天之祥，乃宋之瑞也。”賜字宋瑞。18歲時獲廬陵乡校考試第一名；理宗寶祐四年（1256年）入吉州（今江西吉安）白鹭洲书院讀書，同年中選吉州貢士，並隨父前往南宋首都臨安應試。在殿試中，他作“御試策”切中時弊，提出改革方案，表述政治抱負，宋理宗親拔為第一，考官王應麟奏曰：“是卷古誼若龜鑒，忠肝如鐵石，臣敢為得人賀。”但四天後父親病故，文天祥歸家丁憂三年。
开庆元年（1259年）蒙古军攻鄂州（今湖北武昌），宦官董宋臣主张迁都；他上疏请斩董宋臣，建议御敌之计，未被采纳；後歷任签书甯海軍節度判官廳公事、刑部郎官、江西提刑、尚書左司郎官、湖南提刑、知次年任右丞相，赴元營談判，希望以谈判的方式来刺探蒙古军情，在谈判过程中，文天祥据理力争，怒骂伯颜，但与此同时，南宋朝廷却派人前往文天祥军营，宣布解散文天祥的军队。伯颜得知文天祥军队已经被解散，故下令逮捕他，押解北方。當文天祥被押送到鎮江的时候，得当地义士相救脫險。此後力圖恢復，轉戰東南。這時，南宋朝廷已奉表投降，恭帝被押往元大都，陳宜中等擁立7歲的宋端宗在福州即位。文天祥奉詔入福州，任樞密使，同時都督諸路軍馬，往南劍州（今福建南平）建立督府，派人赴各地募兵籌餉以繼續抗元戰爭。秋天，元軍攻入福建，端宗被擁逃海上，在廣東一帶乘船漂泊。
文天祥與當時朝臣張世傑與陳宜中意見不合，於是離開南宋行都，以同都督的身份在南劍州（治今福建南平）開府，指揮抗元。1277年，文天祥率軍移駐龍岩、梅州，攻入江西。在雩都（今江西南部）大敗元軍，攻取興國，收復贛州十縣、吉州四縣，人心振奮，抗元形勢轉好。但好景不長，元軍主力進攻文天祥興國大營，文天祥寡不敵眾，率軍北撤，敗退到廬陵、汀州（今福建長汀），損失慘重，妻兒也被元軍擄走。
祥興元年（1278年）夏，文天祥得知南宋行朝移駐崖山，為擺脫艱難處境，請求率軍前往，與南宋行朝會合。由於張世傑堅決反對，計畫失敗，文天祥率軍退往潮陽縣。當年八月南宋朝廷封文天祥為少保、信國公。同年冬，元軍大舉來攻，文天祥再败逃走；文天祥率部向海豐撤退的途中，在五坡岭（广东海丰北）造飯時遭到元將張弘範的攻擊而兵敗，文天祥吞下随身携带的冰片企图自杀，不過卻未死，僅昏迷过去，隨後文天祥被俘。张弘範要文天祥寫信招降張世傑，乃書《過零丁洋詩》：「辛苦遭逢起一經，干戈寥落四周星。山河破碎風飄絮，身世浮沉雨打萍。惶恐灘頭說惶恐，零丁洋裡歎零丁。人生自古誰無死？留取丹心照汗青。」弘範笑而置之，不久遣使護送至大都，路上絕食八日，不死。被關押在北京府學，拘囚四年。帝昺祥興二年（1279年），宋亡，文天祥仍堅守初志，在給妹妹的信中說：「收柳女信，痛割腸胃。人誰無妻兒骨肉之情？但今日事到這裏，於義當死，乃是命也。奈何？奈何！……可令柳女、環女做好人，爹爹管不得。淚下哽咽、哽咽。」獄中作《指南后录》第三卷、《正氣歌》。
忽必烈愛其才，先後派出平章政事阿合馬、丞相孛羅招降，至元十九年十二月八日（1283年1月8日），忽必烈召見文天祥，親自勸降。文天祥堅貞不屈，答曰：“一死之外，無可為者。”元朝又请出当时已经降元的南宋大臣，出面劝降，结果遭到文天祥的痛骂；元朝又派出已经被俘的宋恭帝赵㬎劝降，文天祥置之不理。次日押赴刑場（柴市，今北京东城区交道口），文天祥向兩宋首都（開封和臨安）方向跪拜，從容就義，享年47歲。
行刑後不久，“俄有詔使止之”，然文天祥已死，忽必烈惋惜說：“好男子，不為吾用，殺之誠可惜也！”文天祥的妻子欧阳氏收屍時，在其衣帶中發現絕筆自贊：“孔曰成仁，孟曰取义；惟其义尽，所以仁至。读圣贤书，所学何事？而今而后，庶几无愧！”
据《宋史》记载，南宋降臣留梦炎在士人們請示元朝釋放文天祥時表示反對，其指出文天祥会再度起事反元，最终元朝处死文天祥，留梦炎也因此遭后世唾骂，明朝时甚至要求留姓人必须手书非留梦炎子孙才能科考。但据邓光荐《文丞相传》，此事乃另一位降元的宋末士人青阳梦炎所为。

## 文学成就

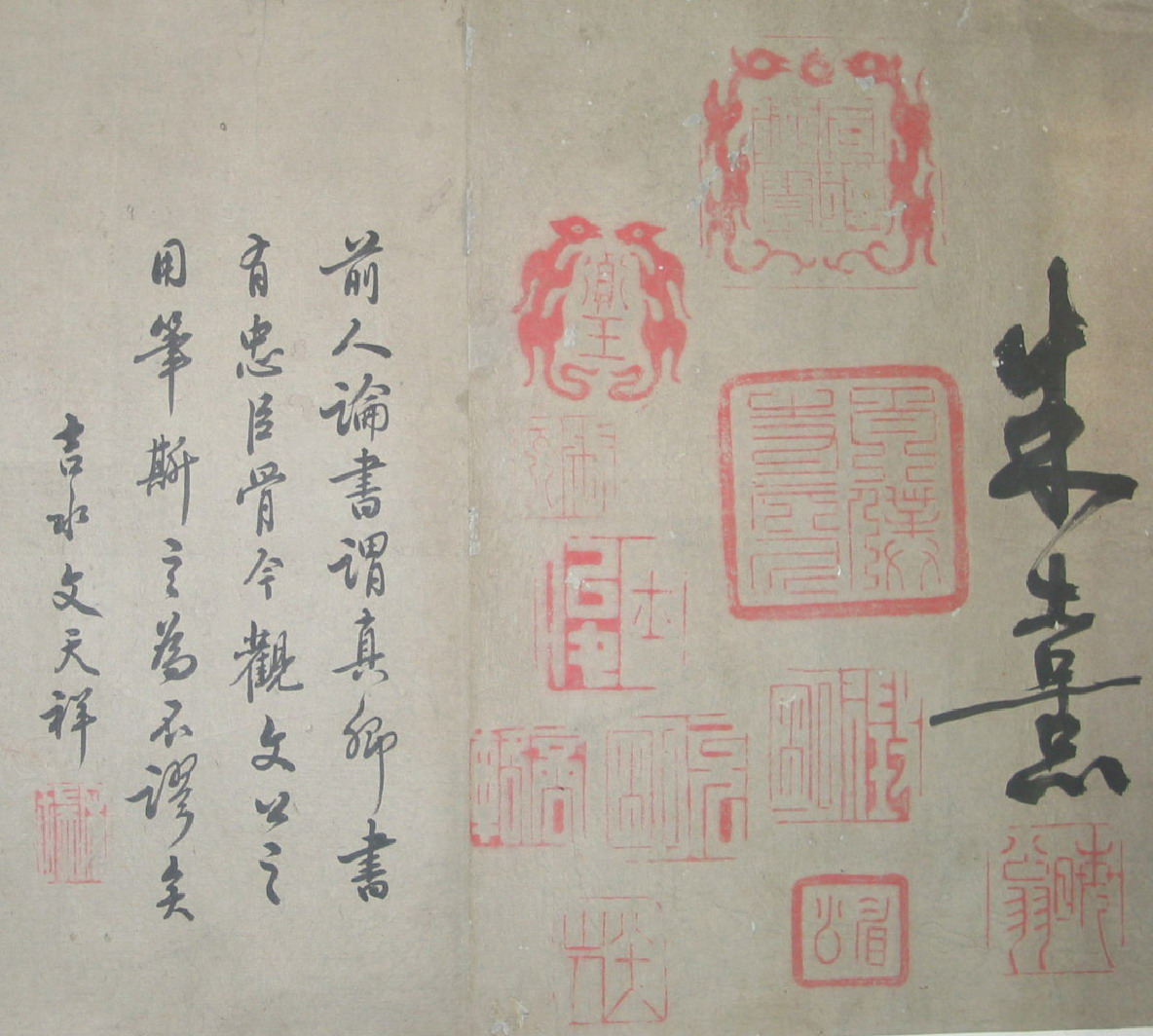
文天祥在朱熹《蓬戶手卷》中的题记

文天祥著有多篇作品，以《過零丁洋》和在獄中所題《正氣歌》最為人所認識和稱道，其中前者的“人生自古誰無死，留取丹心照汗青”乃千古絕句。

## 為人

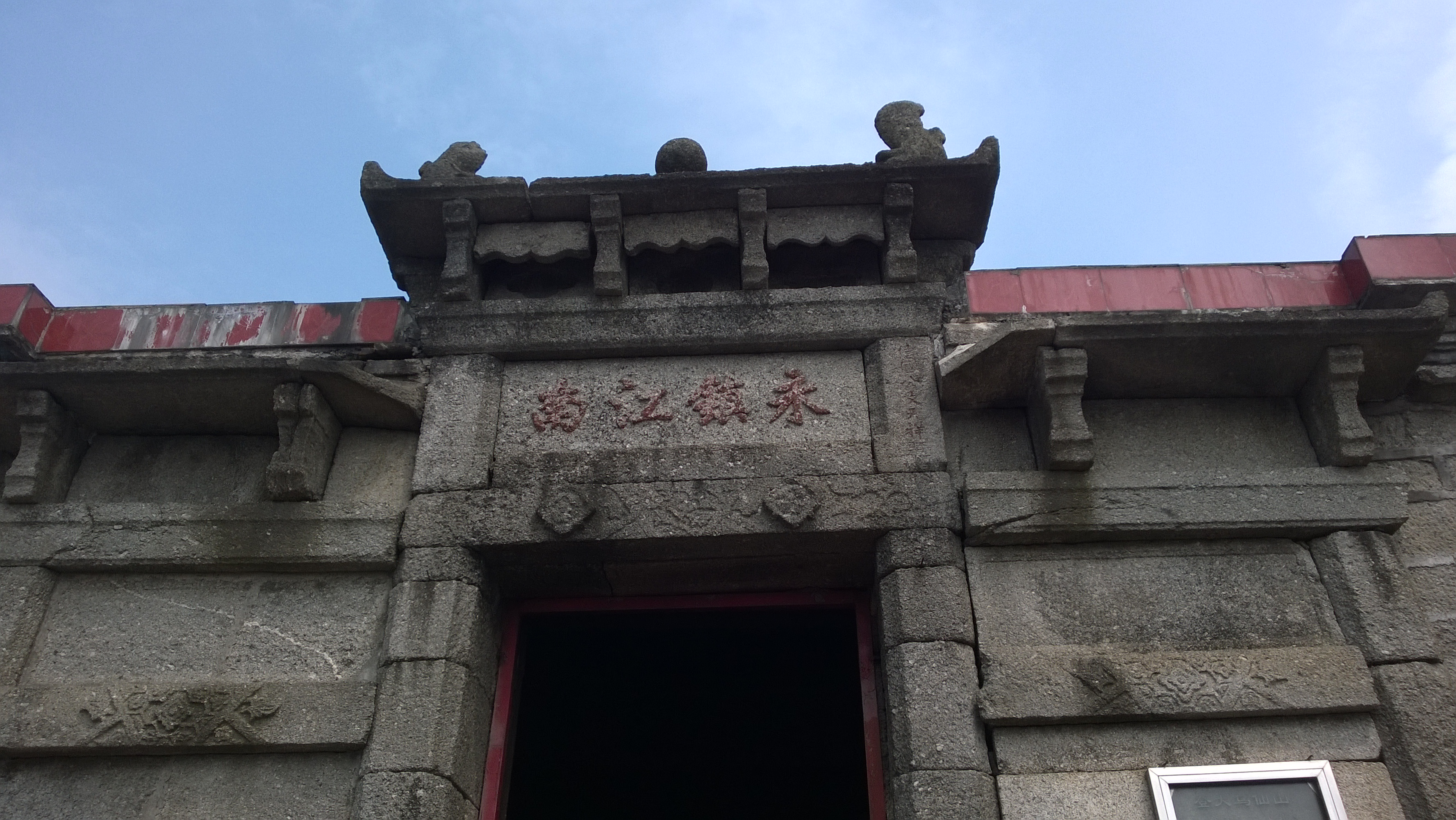
兴国县大乌山寺里由文天祥手书的“永镇江南”题额

文天祥早期曾個性奢侈，在家中養了很多歌妓。但南宋淪亡時，眼看國家败状，便痛心地把花費降低，把家裡的錢財全部拿來募兵。每當與賓客、僚屬談到國家時事，就痛哭流涕，撫案說道：“把別人的快樂當成自己的快樂，也要把別人的憂慮當成自己的憂慮，吃別人給的俸祿那更要為別人的事鞠躬盡瘁。” 

## 軼事

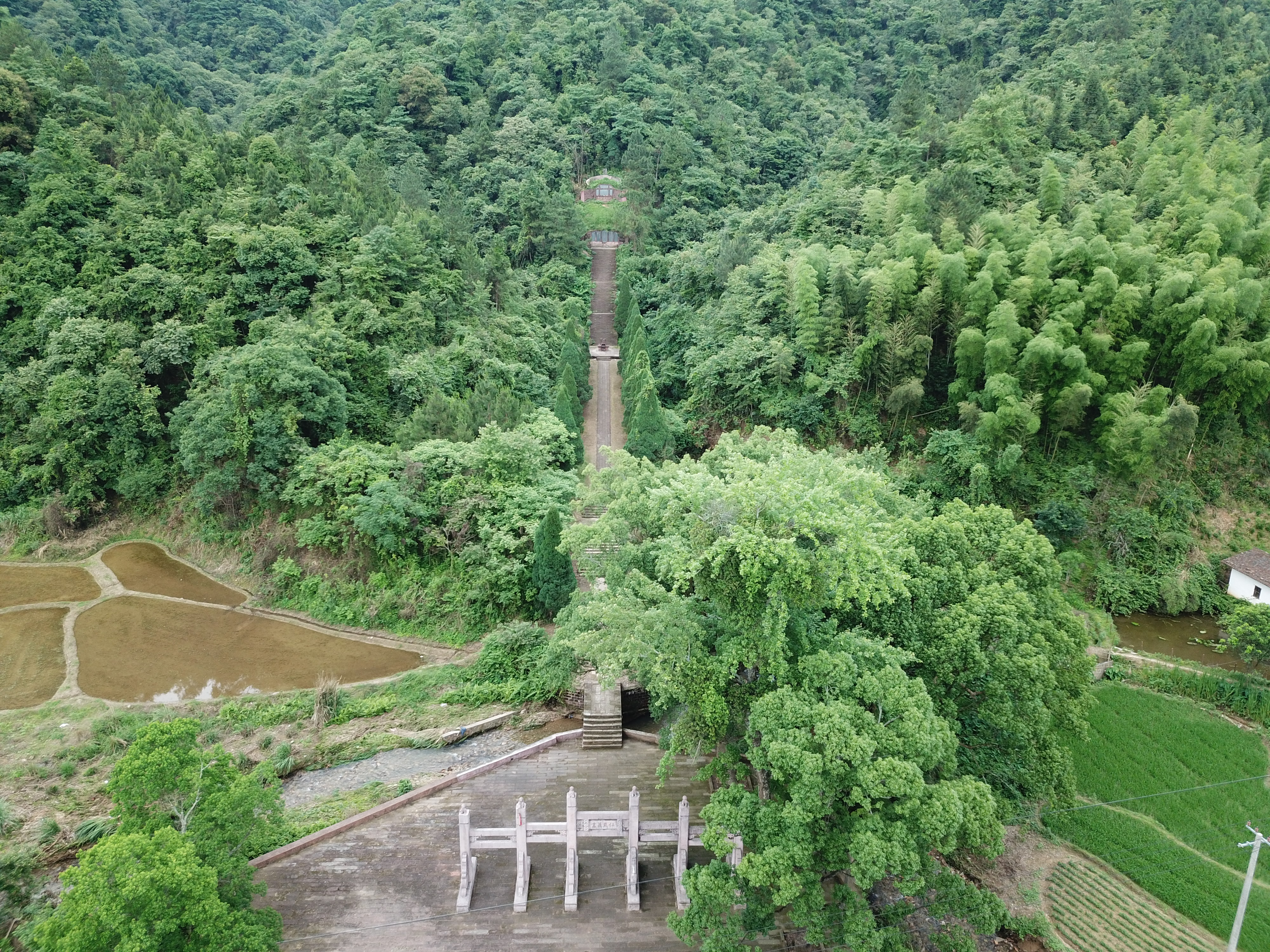
文天祥墓

文天祥有一則黑色幽默的故事，臨安就要淪陷了，幕僚們勸文天祥自殺，並說文天祥死後大家會隨他自殺。文天祥卻說了一個笑話，從前劉玉川與一個妓女相戀，論及婚嫁，但劉玉川考上進士，當了官，就想甩掉這一位妓女，於是騙妓女說，朝廷不允許攜帶家眷赴任，約妓女一起殉情。劉玉川準備毒酒，讓妓女先喝，妓女喝了一半，把剩下的一半給劉玉川，劉玉川卻不喝，於是毒死了妓女，劉玉川獨自離去。如今的各位，莫非是想效法劉玉川？大家聽了大笑。
文天祥會游泳，且是家傳的象棋高手，還喜歡在戲水時下盲棋，並留有棋譜傳世。
文天祥生前所用的硯台玉帶生硯仍保留至今。

## 評價

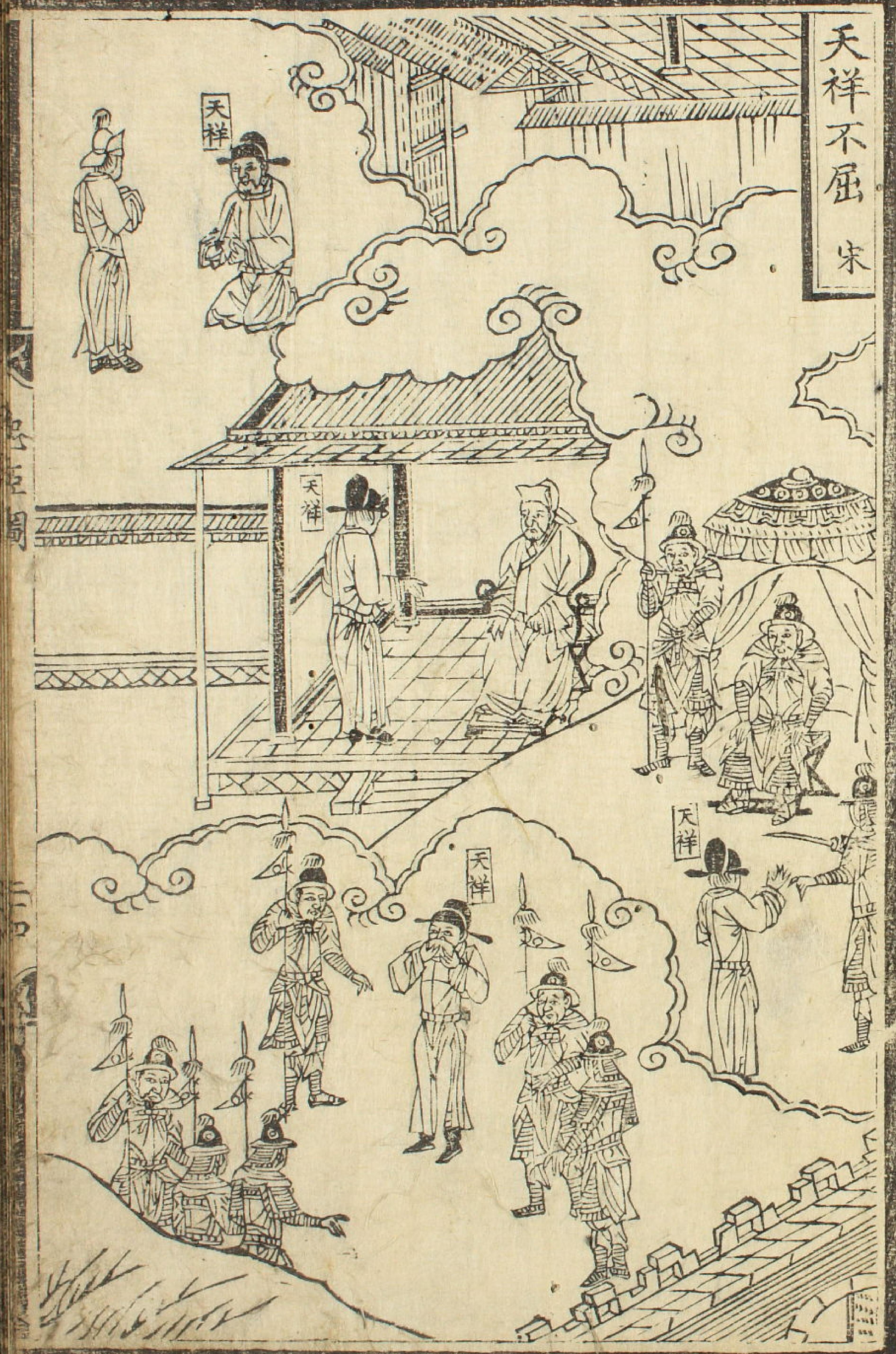
天祥不屈

南宋時人王應麟在評文天祥的科舉試卷時，盛讚文天祥的忠肝義膽、文章流露古代賢人之風，可以作為檢視的借鏡，並向宋理宗表示祝賀國得人才：「應麟讀之，乃頓首曰：“是卷古誼若龜鏡，忠肝如鐵石，臣敢為得士賀。」
宋史編者脫脫評價文天祥將「仁」視為比生命還更重要的事物，也盛讚宋朝經由科舉取進士，培養出真正的仁義之士。論曰：「自古志士，欲信大義於天下者，不以成敗利鈍動其心，君子命之曰「仁」，以其合天理之正，即人心之安爾。商之衰，周有代德，盟津之師不期而會者八百國。伯夷、叔齊以兩男子欲扣馬而止之，三尺童子知其不可。他日孔子賢之，則曰：「求仁而得仁。」宋至德祐亡矣，文天祥往來兵間，初欲以口舌存之，事既無成，奉兩孱王崎嶇嶺海，以圖興復，兵敗身執。我世祖皇帝以天地有容之量，既壯其節，又惜其才，留之數年，如虎兕在柙，百計馴之，終不可得。觀其從容伏質，就死如歸，是其所欲有甚於生者，可不謂之「仁」哉。宋三百餘年，取士之科，莫盛於進士，進士莫盛於倫魁。自天祥死，世之好為高論者，謂科目不足以得偉人，豈其然乎！」

## 紀念

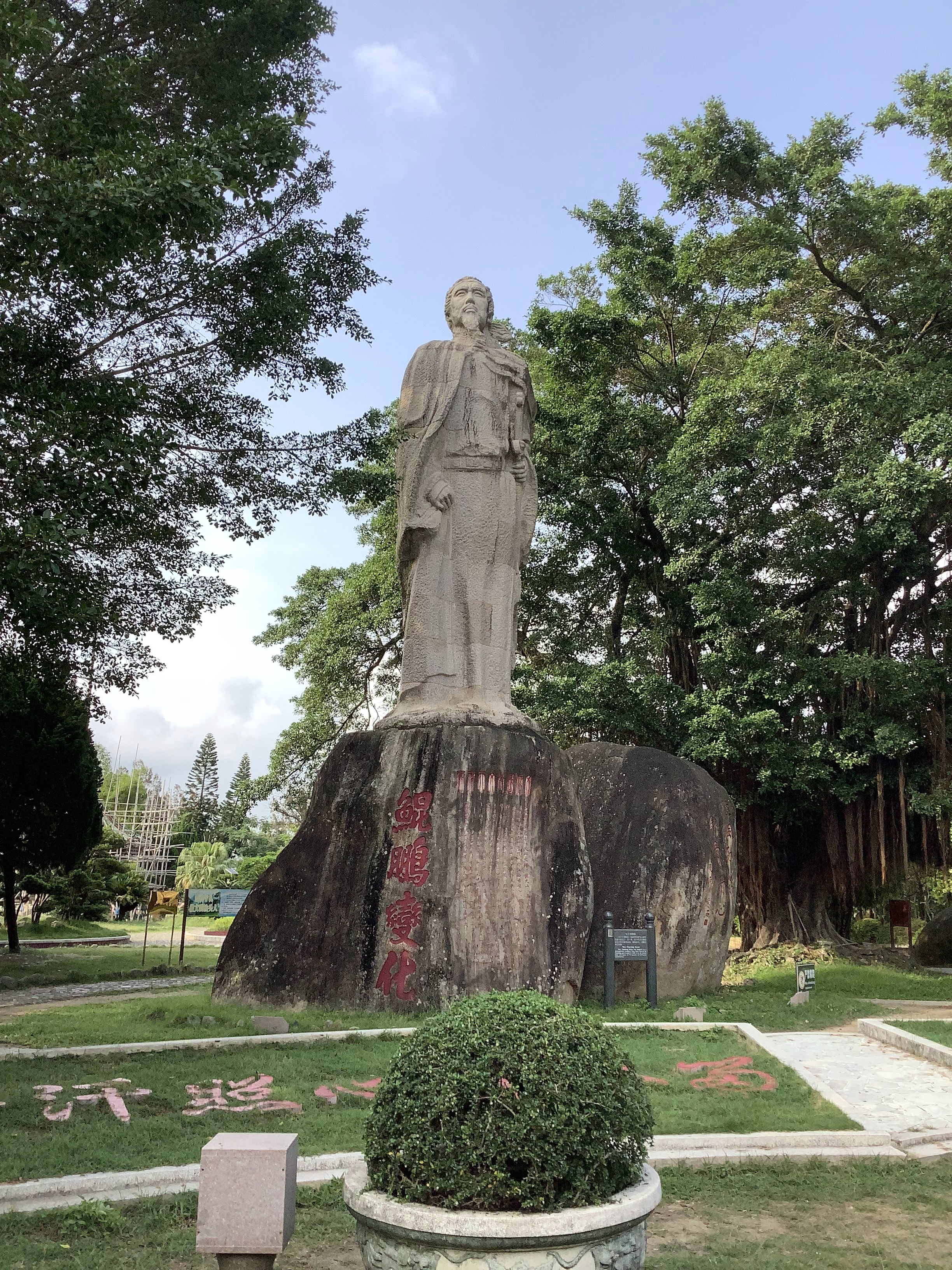
汕头市海门镇莲花峰风景区的文天祥像

為了紀念文天祥，在北京文天祥曾被關押的地方，成立了文丞相祠，後成立文天祥紀念館。明朝正德年間在文天祥被俘虜的五坡嶺建立「方飯亭」紀念。
在浙江省溫州市江心嶼上建有文信國公祠。
在台灣的太魯閣國家公園境內因中部橫貫公路開發，於塔比多社的佐久間神社舊址興建文天祥紀念公園，並改稱天祥。在大沙溪原名深水溫泉，則取其號改稱文山溫泉。花蓮縣秀林鄉天祥路、臺中市北區與北屯區交界處的天祥街、臺北市中山區、高雄市三民區亦有道路以天祥為名。
而香港元朗新田及大埔泰亨鄉文氏族人（香港原居民新界五大氏族之一），源自江西吉安，他們的先祖文天瑞是文天祥之堂弟，於宋末避元兵禍入居東莞，故此文族子弟（包括文祿星、文壽強、文洪磋、文肇偉等人在內），在分別在新田及泰亨祠堂村興建文天祥紀念公園及文山公園，並文天祥像及《正氣歌》的碑刻。
深圳大學校區南面的兩大湖泊被命名為「文山湖」（東北泊為「上文山湖」，西南泊為「下文山湖」）。深圳南山区南头城亦有信国公文天祥祠。福永鳳凰古村由文天祥堂弟文天瑞之孫文應麟開村，村內也建有文天祥紀念館，翻新後已於2017年改名為文天祥廉政教育館。
广东汕头市潮阳区谷饶镇域建立纪念宋末抗元民族英雄的“宋大元帅墓园”。潮阳区谷饶镇一带流传着不少关于文天祥的传说。相传南宋末年，元兵入侵。右丞相文天祥在潮阳整军图谋复国，征战中于海丰县被俘。而都统陈懿勾结叛将张弘范，与宋军血战于小北山麓。由于双方兵力悬殊，宋军大都战死于此。明太祖追封宋末抗元阵亡将士为“元帅”，钦定贵山都赤寮（谷饶旧称）等毗邻抗元战场的村庄定期祭祀当年牺牲的将士，谷饶等地才开始了祭社。民间修葺宋末殉国将士之孤冢，称为“宋大元帅之墓”，各乡各族分期依时拜祭。据查，谷饶以及周围邻乡共有宋墓九处。谷饶祭社历来隆重，在海外也有影响力。每逢祭社，各村都披红挂绿，村民们穿街走巷进行民间艺术巡演。海外游子也纷纷回乡参加。
广东省肇庆市四会市迳口镇迳口村委恩岭村通天蜡烛山有文天祥祖墓，为文天祥族人第九世祖辈（文天祥为十三世）郭氏之墓，建于元代，坐西北向东南，占地面积60平方米。文天祥祖墓在南宋时由江西迁葬于此，属二次葬墓。
在端宗撤離福州後，朝廷駐蹕的福州濂浦（今福州倉山區林浦）村民將皇宮改為供奉南宋功臣的廟宇。為躲避元朝追查，將正殿稱作「泰山宮」，內供趙構、趙昰、趙昺塑像；側殿稱作「大王殿」，供奉陳宜中、文天祥、陸秀夫、張世傑諸臣塑像。每年正月舉行「出宮行鄉」，將他們抬出宮外，家家設宴祭拜，延續至今。
2020年6月，國際天文聯會宣佈水星一個隕石坑將以文天祥命名。

## 廟宇

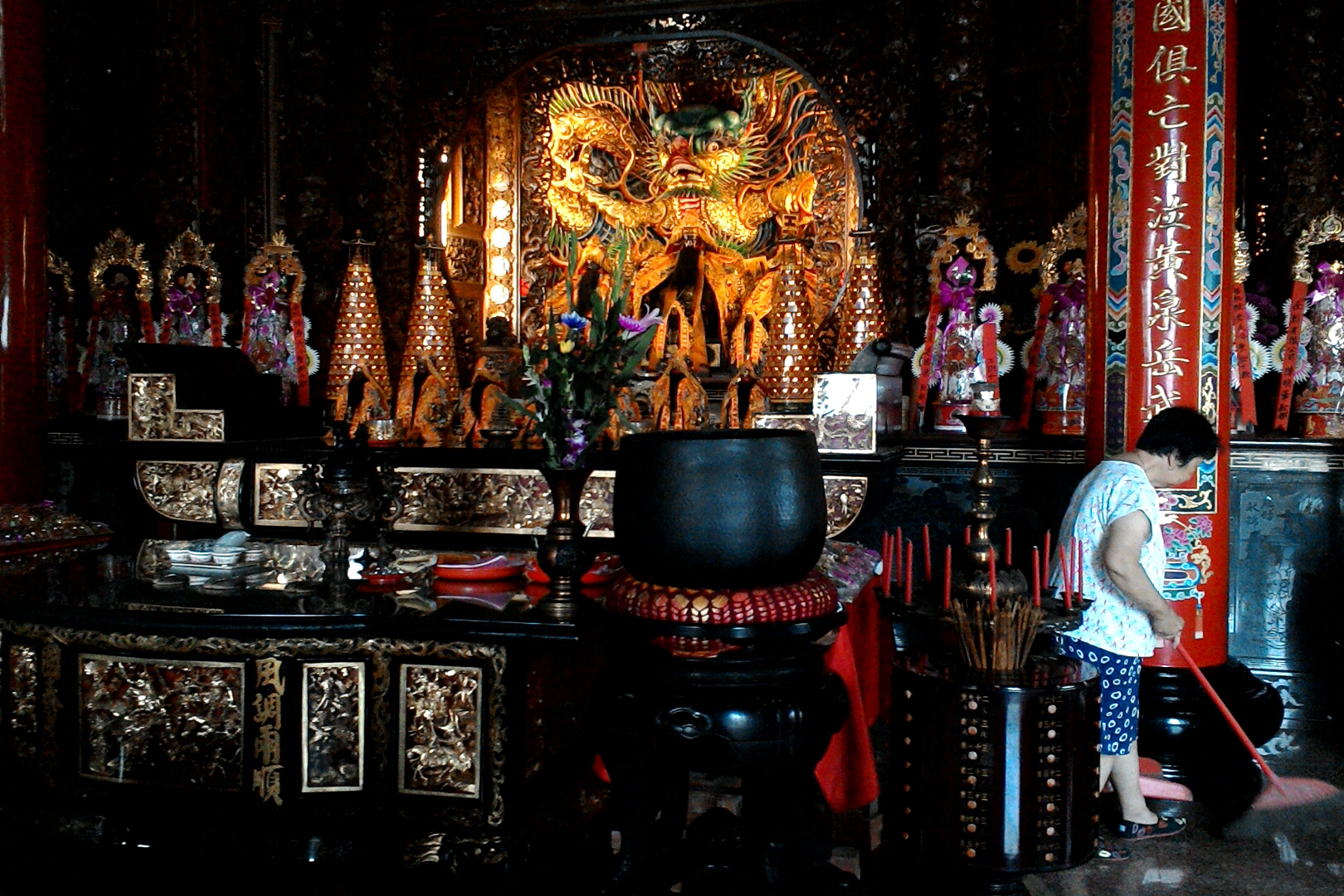
雙溪三忠廟內的文天祥、陸秀夫、張世傑像

台灣新北市雙溪區亦有全台唯一供奉宋末三傑的「三忠廟」。興建於同治7年（1868年），是雙溪居民的信仰中心。(但於金門縣金沙鎮另有一座三忠廟)
在新馬泰地區，當地華人也有供奉「大宋三忠王」的廟宇。三忠王也稱三忠公，是指文天祥、陸秀夫與張世傑，等三位宋代忠臣。在新加坡主祀三忠王的廟宇就有「普忠廟」與「水顯宮」。
泰國普吉網寮三忠廟，成為泰國最早奉祀大宋三忠王所在，建立於大清光緒30年。
马来西亚霹雳太平马登福全宫是马来西亚首间供奉文天祥、陆秀夫，张世杰的百年古庙，成立于1838年已有168年的历史。
馬來西亞的馬六甲三威宮在1993年建廟供奉文天祥、陸秀夫、張世傑，是該州規模頗巨，香火鼎盛的廟宇。

## 家族
香港新界文氏始祖文天瑞，為逃避元兵追捕，於宋末元初年間移居廣東寶安三門東清後坑，至明初分支遷入新界。因為文氏族人曾領導1899年的新界抗英戰爭，所以文氏早年被港英政府認定為新界五大氏族之一。現時，文氏主要於元朗新田及大埔泰亨一帶聚居，还有一些在广州番禺

## 相關參見
- 三忠廟 (臺灣)
- 文天祥公園
- 香港新界新田文氏
- “永镇江南”题额
- 泰亨鄉

## 動漫
- 《天子傳奇6洪武大帝》:已歿，以回顧角色登場，在得悉襄陽失守、元軍不日南下大宋將亡下，煉製天翔五靈[19]，以在百年後反元之用，同時精於玄道之法師承於玄空四子之二師兄淮南子[20]，本身是趙昺及張君寶之師傅，於被俘前以九十八名童子元神煉成趙昺之最強精神及張君寶之最強肉身。